# 維爾涅
48°33′5″N 31°4′18″E / 48.55139°N 31.07167°E
維爾涅（羅馬化：Virne）是烏克蘭中部的村莊，隸屬基洛夫格勒州的新烏克蘭卡區。該村面積0.33平方公里，海拔高度186米，2001年人口23，人口密度每平方公里69.7人。